# 11824 Алпаїдзе
11824 Алпаїдзе (1982 SO5, 1978 WV1, 11824 Alpaidze) — астероїд головного поясу, відкритий 16 вересня 1982 року.
Тіссеранів параметр щодо Юпітера — 3,328.